# Rally de Ourense de 1971
El Rally de Ourense de 1971, oficialmente 5.º Rallye Internacional de Ourense, fue la quinta edición y la novena cita de la temporada 1971 del Campeonato de España de Rally. Fue también puntuable para el Trofeo SEAT, Trofeo Sprint Jet de General y Premio Pirelli. Se celebró del 19 al 20 de junio.

## Itinerario
| Día   | Tramo | Nombre                    | Distancia | Hora  | Ganador              | Tiempo |
| ----- | ----- | ------------------------- | --------- | ----- | -------------------- | ------ |
| Día 1 | TC1   | Alto del Rodicio          | 7 km      | 16:32 | Eladio Doncel        | 03:49  |
| Día 1 | TC2   | Covelo                    | 16 km     | 18:10 | Eladio Doncel        | 09:15  |
| Día 1 | TC3   | Pradocabalos              | 11 km     | 18:30 | Eladio Doncel        | 06:02  |
| Día 1 | TC4   | Alberguería               | 14 km     | 20:11 | Alberto Ruiz-Giménez | 09:38  |
| Día 1 | TC5   | Maceda-Santa Marina       | 10 km     | 20:57 | Eladio Doncel        | 06:04  |
| Día 2 | TC6   | Cea-Carballiño            | 4 km      | 00:00 | Eladio Doncel        | 02:29  |
| Día 2 | TC7   | Alta del Paraño           | 11 km     | 00:22 | Eladio Doncel        | 06:20  |
| Día 2 | TC8   | Pena Corneira             | 12 km     | 01:09 | Alberto Ruiz-Giménez | 10:47  |
| Día 2 | TC9   | Carballiño-Cea            | 4 km      | 02:15 | Eladio Doncel        | 02:30  |
| Día 2 | TC10  | Santa Marina-Maceda       | 10 km     | 03:10 | Eladio Doncel        | 06:11  |
| Día 2 | TC11  | Alto de Pereiro de Aguiar | 2,5 km    | 03:48 | Alberto Ruiz-Giménez | 02:09  |
| Día 2 | TC12  | Alto de Cenlle            | 4,9 km    | 04:38 | Alberto Ruiz-Giménez | 03:29  |
| Día 2 | TC13  | Alto de Vilar das Tres    | 3 km      | 05:29 | Alberto Ruiz-Giménez | 02:17  |
| Día 2 | TC14  | Alto del Cumial           | 3 km      | 05:45 | Alberto Ruiz-Giménez | 01:56  |

## Clasificación final
| Pos. | Piloto               | Copiloto           | Automóvil                 | Puntos |
| ---- | -------------------- | ------------------ | ------------------------- | ------ |
| 1.   | Eladio Doncel        | Juan Antonio Conde | Porsche 911 S             | 4.428  |
| 2.   | Alberto Ruiz-Giménez | Javier Bueno       | Porsche 911 S             | 4.432  |
| 3.   | Bernard Tramont      | Ricardo Antolín    | Alpine-Renault A110 1600S | 4.581  |
| 4.   | José Pavón           | Francis            | Renault 8 TS              | 4.672  |
| 5.   | Lucas Sainz          | Juan Carlos Oñoro  | Alpine-Renault A110 1600S | 4.820  |
| 6.   | Francisco Alemany    | J. Ballesteros     | Opel Kadett Rallye        | 4.877  |
| 7.   | Ventura              | G. Fernández       | Morris Mini 1275 GT       | 4.937  |
| 8.   | M. Argüelles         | E. Muñiz           | Renault Alpine A110       | 4.981  |
| 9.   | J. Leal              | J. Leal            | Renault 8                 | 5.071  |
| 10.  | E. Noguerol          | S. Quintairos      | SEAT 124 Coupe            | 5.102  |